# De onbegrensde kerker
De onbegrensde kerker (Engels: The Infinite Cage) is een sciencefictionroman uit 1972 van de Amerikaanse schrijver Keith Laumer.

## Verhaal
Adam wordt wakker in een steegje en herinnert zich niks meer. Het enige dat hij heeft is de wil om te overleven. Hij ontdekt dat hij over vreemde krachten beschikt waardoor hij opmerkelijke successen boekt in alles wat hij onderneemt maar ook blijkbaar onvermijdelijke rampen veroorzaakt. Op het randje van de wanhoop ontdekt hij per toeval het geheim van zijn bestaan.